# David Danko
David Danko (* 16. November 1992 in Košice) ist ein deutsch-slowakischer Fußballspieler.

## Karriere
Danko begann seine Karriere beim LFC Berlin. Nachdem er zwischen 2010 und 2011 für den SC Staaken gespielt hatte, kehrte er 2011 zum LFC Berlin zurück und debütierte im August 2011 in der Oberliga Nordost. 
Im Januar 2013 wechselte er zum österreichischen Regionalligisten 1. SC Sollenau. Im April 2013 spielte er erstmals in der Regionalliga, als er am 22. Spieltag der Saison 2012/13 gegen den SK Rapid Wien II eingewechselt wurde. Nachdem sich Sollenau aus der Regionalliga zurückgezogen hatte, wechselte er im Juli 2016 zum Zweitligisten Floridsdorfer AC. Sein Debüt in der zweiten Liga gab er am ersten Spieltag der Saison 2016/17 gegen den FC Wacker Innsbruck, als er in Minute 71 für Marco Sahanek eingewechselt wurde.
Zur Saison 2017/18 kehrte er nach Deutschland zurück, wo er sich dem Regionalligisten Berliner AK 07 anschloss. Zu Beginn der Saison 2018/19 wechselte er nach Potsdam zum Verein Babelsberg 03, wo er mehrfach verlängerte, fester Teil des Kaders wurde und zwischenzeitlich die Kapitänsbinde trug. Nach der Saison 2023/24, Danko hatte bis dahin 133 Spiele für die Babelsberger bestritten, verließ er den Verein und wechselte auf die andere Seite des Grunewalds zu Tennis Borussia Berlin in die Oberliga.